# Stoke (Neuseeland)

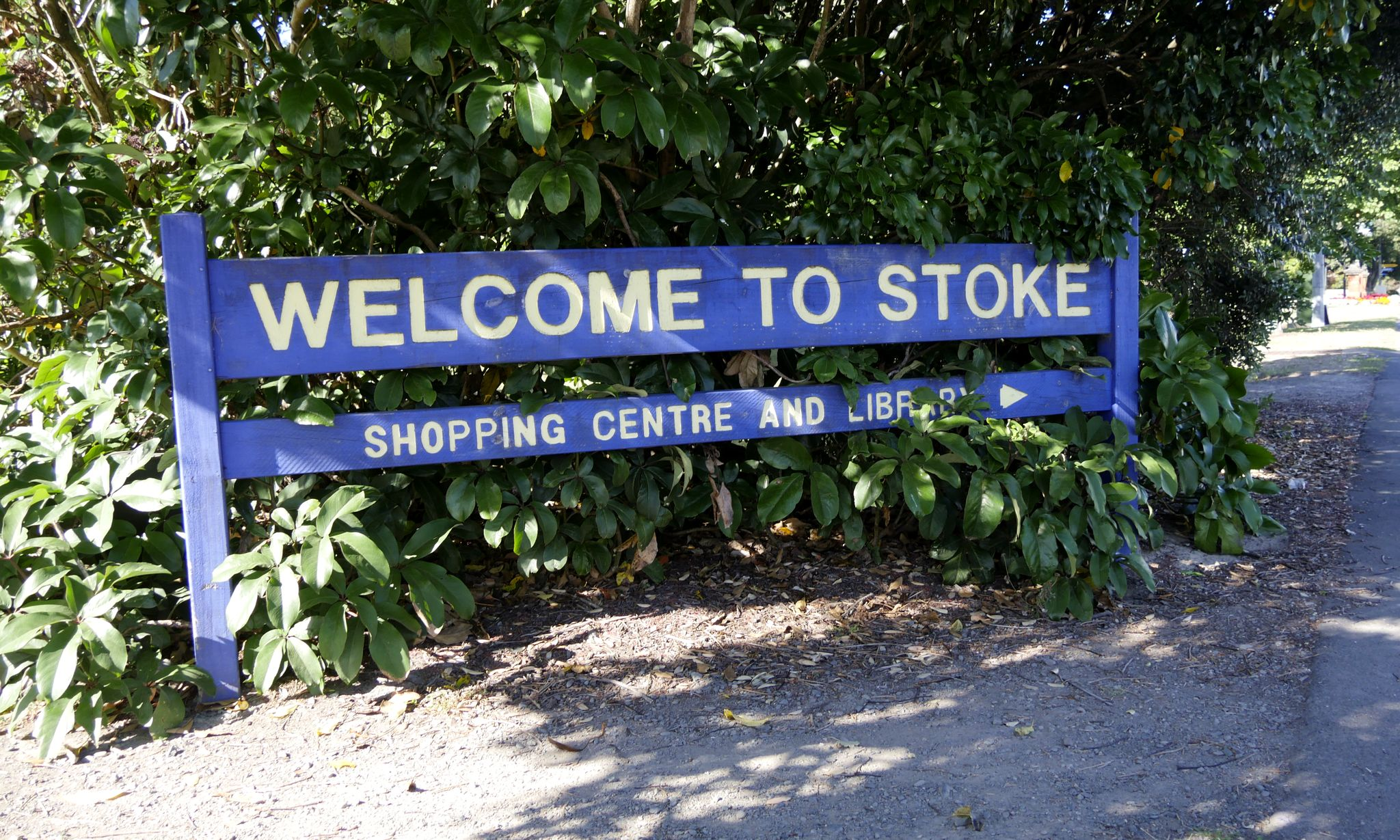
Willkommensschild am Eingang zum Stadtteil Stoke

Stoke ist ein im Südwesten des Stadtzentrums von Nelson liegender und rund 17.000 Einwohner zählender Stadtteil von Nelson, der bis zu seiner Eingemeindung im Jahr 1958 eine eigenständige Stadt war.

## Namensherkunft
Stoke, früher Brook Green genannt, wurde nach dem englischen Ort Stoke-by-Nayland benannt, aus dem die beiden Siedler William Songer und Reverend C. Torlesse stammten. Songer gilt als der Gründer der Siedlung und Torless als sein Protegé.

## Geographie
Stoke befindet sich rund 7 km südwestlich des Stadtzentrums von Nelson direkt am Waimea Inlet. Durch den Stadtteil führt der New Zealand State Highway 6, der von Südwesten von Richmond kommend, im Nordosten den Stadtteil Tahunanui und das Stadtzentrum von Nelson anbindet. Stadt 2013 lebte 37 % der Stadtbevölkerung von Nelson in dem Stadtteil.

## Geschichte
Das Land, auf dem die ehemalige Stadt errichtet wurde, war ursprünglich ein Feuchtgebiet bewachsen mit neuseeländischem Flachs und Raupo. William Songer baute 1843 eine Lehmhütte, legte Teile des Landes trocken, entfernt den Flachs und Buschwerk und baute Weizen, Gerste, Hafer, Rüben und Kartoffeln an und hielt Schweine und Kühe auf seiner Farm. Weitere Siedler kamen. 1873 wurde Stoke an die Eisenbahnlinie angeschlossen, die nach Nelson führte und so den Ort an das wirtschaftliche Zentrum anschloss.
Obwohl Stoke bis in die 1920er Jahre nur über eine schmale Schotterstraße von Nelson aus zu erreichen war und verwaltungstechnisch zum Waimea County gehörte, entwickelte sich der Ort, bekam zunehmend mehr Einwohner und eine stärkere Anbindung zu Nelson.
Douglas Strawbridge, der von 1962 bis 1968 Bürgermeister von Nelson war, lebte in Stoke und war vor seinem Bürgermeisteramt, ein strenger Befürworter der politischen und verwaltungstechnischen Anbindung an Nelson. 1958 wurde dieser Prozess vollzogen.

## Stoke heute
Wer nach Stoke kommt, hat den Eindruck eine eigenständige Stadt vorzufinden. Ein Willkommensschild, das man als Reisender nur von Städte oder Orten her gewohnt ist, steht an den Hauptverkehrswegen und soll wohl Bedeutung als Ort demonstrieren und nicht als Stadtteil wahrgenommen zu werden. In der Bevölkerung gibt es die Annahme, dass Stoke „Nelson's forgotten suburb“ (Nelsons vergessener Stadtteil) ist und zwischen den Zentren Nelson und Richmond untergeht. Den Bewohnern von Stoke wird nachgesagt ein ausgeprägtes Verhältnis zu ihrem Stadtteil zu haben.